# Kiligi Arslan IV
Kiligi Arslan IV (in arabo  ركن الدين قلج ارسلان بن كيخسرو‎?, Rukn al-Dīn Qilij Arslān bin Kaykhusraw; turco IV. Kılıç Arslan; ... – 1265) fu un sultano selgiuchide di Rum, figlio secondogenito di Kaykhusraw II avuto dalla seconda moglie turca, succedette al padre nel 1246.
Durante parte del suo sultanato il potere fu diviso con i suoi fratelli Kaykāʾūs II e Kayqubād II. Venne ucciso nel 1265 dal pervâne Muʿin al-Dīn Sulaymān, favorito dei Mongoli dell'Ilkhanato, che lo fece strangolare.